# Flora. Abteilung B, Morphologie und Geobotanik
Flora. Abteilung B, Morphologie und Geobotanik, (abreujat Flora, B), va ser una revista il·lustrada amb descripcions botàniques que va ser editada per la Societat Botànica Regensburgische i es va publicar entre els anys 1965-1969, durant els quals es van editar els números 156-158. Va ser precedida per Flora i reemplaçada per Flora. Morphologie, Geobotanik, Oekophysiologie.